# Мінойці (народ)
Мінойці — один з перших європейських народів, який з'явився на острові Крит. Мінойцями було засновано Мінойську цивілізацію, яка існувала у вигляді централізованих міст-держав, на чолі кожної з яких стояв цар.

## Заняття
Мінойці були визначними мореплавцями та володіли морем. На це вказують багато античних авторів: Геродот, Страбон, Фукідід, Апполодор, Плутарх та інші. Ці письмові свідчення підтверджуються кількістю археологічних знахідок.
Мінойські мореплавці були і воїнами, і торговцями, а в деяких випадках і піратами.
Їх численний торговий флот виходив в море з цінним вантажем — керамікою, виробами з металу, вином, оливковою олією, щоб обміняти їх за морем на мідь, олово, слонячу кістку та золото. У мінойських торгових кораблів були, як правило, високий ніс, низька корма і виступаючий назад кіль. У рух їх приводили веслярі, що сиділи в два ряди, та вітрило.
Успіхи мінойців в військовій сфері не обмежувалися флотом. Довгий час критяни славилися як майстерні стрільці і пращники.

## Культура
Мінойці були першими європейцями, які винайшли писемність. Вони обробляли бронзу, робили керамічні вироби і будували багатоповерхові палаци з водопроводом і каналізацією. В різних точках світу фіксується мистецький та культурний вплив мінойців. Наприклад, в палацових фресках Телль-ель-Даба в Єгипті, в Тель-Кабрі в Ізраїлі, а також в Алалахе і Марі в Сиропалестинському регіоні. Варто відмітити, що Крит перебував в найтіснішому контакті з Єгиптом, про що свідчать і згадки «кораблів земель Кефтиу» і народу Кефтиу, а саме так називали мінойців єгиптяни в єгипетському папірусі. Мінойська кераміка знаходяться навіть в єгипетських гробницях, що говорить про її високу цінність, а на Криті знайдено безліч скарабеїв та інших артефактів з долини Нілу.

## Релігія
Мінойці поклонялися багатьом богам, частину яких можна звести до глибокої старовини. Наші відомості про цих богів мізерні, але помічаючи схожі моменти з відомішими богами в інших регіонах Близького Сходу, можна робити висновки щодо самих критських богів та характеру поклоніння. Так, в гірських святилищах поклонялися широко шанованому богові (Y) a-sa-sa-la-mu (вимовляється «йа-ша-ша-ла-муу»), ім'я якого означає «Той, Хто Дає Добробут».
Найбільш широко відоме мінойське божество — це богиня, що звичайно зображується в спідниці з воланами, з піднятими розведеннями в сторони руками, причому тіло її і руки нерідко обвивають змії. Її статуетки стали символом мінойської цивілізації. Ця богиня, як і Йашашалам, можливо, також має семітське походження, оскільки вона з'являється на циліндровому друці з Месопотамії, ранішому, ніж зображення з Криту. Іноді мінойські художники зображали її такою, що стоїть на горі в оточенні тварин.
Ім'я Дагона, що згадується в Біблії як бог філистимлян, з'являється на мінойських табличках у формі Da-gu-na. Це теж широко шановане семітське божество: угаритські міфи називають його батьком бога родючості Ваала. Деякі вірування, поширені на мінойському Криті, проіснували аж до античності. Гесіод і інші грецькі поети згадують про міфи, в яких мовиться, що бог Зевс не тільки народився на Криті, але там же помер та похований. Історія про узурпацію Зевсом влади свого батька Кроноса є майже точною паралеллю міфу про хуритьского бога бурі Тешубе, який таким самим чином зміщує свого батька Кумарбі. Гесіод пов'язує цю подію з Критом, і його розповідь включає багато непривабливих подробиць оригіналу, не залишаючи ніяких сумнівів щодо джерела пізнішого міфу.
Загальною рисою, характерною для мінойської релігії, було поклоніння природі — священним деревам, джерелам і кам'яним стовпам.
На відміну від багатьох стародавніх мешканців Близького Сходу, мінойці не споруджували своїм богам величних храмів. Спільні культові дії здійснювалися ними на палацових майданчиках, в печерних святилищах, в будинкових храмах, в капличках, побудованих над витоками струмків, але в першу чергу в святилищах на вершинах. Маленькі храми, побудовані на гірських вершинах, є характерною межею хананейської релігії, їх можна порівняти з «високими горбами», на які, у зв'язку з існуючою практикою поклоніння на них, люто обрушуються ізраїльські пророки.
Важливу роль в мінойській релігії відігравав бик. У грецьких міфах, пов'язаних з Критом, події часто розгортаються навколо бика, як у випадку з викрадання Зевсом Європи або в легенді про Мінотавра. Мінойські вівтарі і дахи святилищ нерідко мали рогоподібні виступи, які, можливо, походили від рогів священного бика і звичайно називалися рогами присвячення. Навіть мінойські стрибки через бика мали, крім атлетичної, ще й релігійну сторону.